# Blodstörtning
Blodstörtning, hemoptys, innebär att stora mängder blod hostas upp till följd av att ett blodkärl har brustit i luftstrupen.